# 3차원 체스

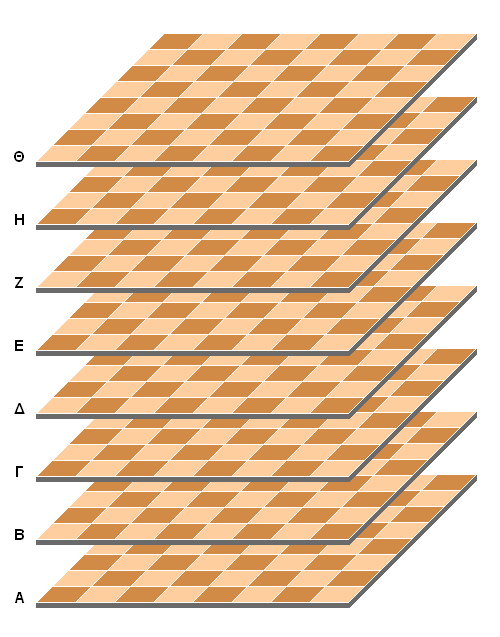
Kubikschach 8×8×8 게임 공간

3차원 체스(three-dimensional chess) 또는 3D 체스(3D chess)는 각기 다른 레벨을 대표하는 여러 체스판을 사용하는 변형 체스이며 체스의 말들이 3개의 물리적 차원에서 움직일 수 있게 한다. 실제로 플레이를 할 때 이것은 보통 다른 계층 옆에 배치되는 각기 다른 계층을 대표하는 체스판에 의해 수행된다.
3차원 체스는 19세기 말부터 존재해왔으며 가장 오래된 것 중 하나는 1907년 퍼디난드 마아크(Ferdinand Maack)가 발명한 Raumschach(스페이스 체스)이며 고전 3차원 게임으로 간주된다. 마아크는 1919년 Raumschach 클럽을 설립했으며 이 클럽은 제2차 세계 대전까지 유지되었다.

## Kubikschach
Lionel Kieseritzky(1806-1853)은 1851년 Kubikschach(큐브 체스)를 개발했다. 그는 8×8×8 체스판을 사용하였으며 3차원 공간에 그리스 문자 알파에서 세타(theta)를 추가하였다. 이 포맷은 나중에 1907년 페르디난드 마아크가 Raumschach를 개발할 때 선정하였다.

## 스타트렉
대중에게 가장 친숙한 3차원 체스는 Tri-D 체스(Tri-Dimensional Chess)로 간주되며 이는 수많은 스타 트렉 에피소드와 영화에서 볼 수 있고 오리지널 시리즈(TOS)에서 시작하여 차기 영화들과 스핀오프 시리즈를 통해 업데이트된 형태로 등장한다. 여기에서 이동 가능한 작은 판과 고정된 판이 있는 체스가 등장한다.

## 참고 문헌
- Hooper, David; Whyld, Kenneth (1987). 〈Three-dimensional chess〉. 《en:The Oxford Companion to Chess》. 옥스퍼드 대학교 출판부. 351–52쪽. ISBN 0-19-281986-0.